# 九龍巴士N68線
九龍巴士N68線是香港已停辦的一條巴士路線，由佐敦（渡華路）往天水圍市中心。雖然本路線在2010年2月14日後沒有再提供服務，但在九巴路線收費表中，仍有此路線資料。

## 歷史
- 1989年12月：投入服務，稱68S
- 1992年12月：增派空調巴士行走
- 1996年12月24日：改稱N68
- 1998年10月5日：總站遷往天水圍市中心，改經大欖隧道及不經屯門，並改為全空調服務
- 2007年：改為袛在聖誕節及農曆新年期間行走
- 2009年：九龍區總站由匯翔道搬遷往渡華路
- 2010年2月14日：最後一次提供服務（當時全程收費為$20，分段收費$9）

## 服務時間
- 0115-0200：15分鐘一班
  - 只在聖誕節平安夜及農曆新年期間行走

## 收費
- 全程收費：$20
  - 博愛交匯處往天水圍市中心：$8

## 途經街道
- 經：渡華路、佐敦道、彌敦道、長沙灣道、荔枝角道、葵涌道、荃灣路、屯門公路、青朗公路、元朗公路、博愛交匯處、青山公路、朗天路、唐人新村交匯處、朗天路、天福路、天耀路、天湖路、天瑞路、天華路、天葵路、天龍路、天城路及天恩路。

### 車站一覽
| 車站                                                      | 車站名稱       | 位置                       |
| 1                                                         | 佐敦（渡華路） | 佐敦（渡華路）巴士總站     |
| 2                                                         | 佐敦道         | 佐敦道                     |
| 3                                                         | 廟街           | 佐敦道                     |
| 4                                                         | 寧波街         | 彌敦道                     |
| 5                                                         | 九龍中央郵政局 | 彌敦道                     |
| 6                                                         | 碧街           | 彌敦道                     |
| 7                                                         | 豉油街         | 彌敦道                     |
| 8                                                         | 快富街         | 彌敦道                     |
| 9                                                         | 太子站         | 彌敦道                     |
| 10                                                        | 黃竹街         | 長沙灣道                   |
| 11                                                        | 欽州街         | 長沙灣道                   |
| 12                                                        | 怡閣苑         | 長沙灣道                   |
| 13                                                        | 長沙灣遊樂場   | 長沙灣道                   |
| 14                                                        | 興華街         | 長沙灣道                   |
| 15                                                        | 美孚站         | 荔枝角道                   |
| 葵涌道、荃灣路； 屯門公路； 大欖隧道、青朗公路； 元朗公路 |                |                            |
| 16                                                        | 新時代廣場     | 青山公路－元朗段           |
| 17                                                        | 又新街         | 青山公路－元朗段           |
| 18                                                        | 大棠路         | 青山公路－元朗段           |
| 19                                                        | 元朗警署       | 青山公路－元朗段           |
| 20                                                        | 水邊村         | 青山公路－屏山段           |
| 21                                                        | 元朗公園       | 青山公路－屏山段           |
| 朗天路                                                    |                |                            |
| 22                                                        | 聚星樓         | 天福路                     |
| 23                                                        | 天水圍警署     | 天耀路                     |
| 24                                                        | 賞湖居         | 天湖路                     |
| 25                                                        | 天水圍公園     | 天瑞路                     |
| 26                                                        | 天瑞邨         | 天瑞路                     |
| 27                                                        | 天華邨         | 天瑞路                     |
| 28                                                        | 天悅邨         | 天華路                     |
| 29                                                        | 天晴邨晴彩樓   | 天華路                     |
| 30                                                        | 美湖居         | 天葵路                     |
| 31                                                        | 天水圍市中心   | 天水圍市中心公共運輸交匯處 |